# José Antonio Morante Gutiérrez
José Antonio Morante Gutiérrez, conegut com a Lico, (Rafal, 6 de juliol de 1944) és un exfutbolista alacantí de les dècades de 1960 i 1970. Va ser un cop internacional amb la selecció espanyola, i també un cop amb la selecció catalana.

## Trajectòria
Centrecampista defensiu format a les categories inferiors de l'Elx CF. La temporada 1962-63 assolí l'ascens a Tercera Divisió amb el CD Il·licità i l'any 1965 arribà al primer equip de l'Elx CF. Les seves bones actuacions el portaren a fitxar el 1968 pel RCD Espanyol de Joan Vilà Reyes, seguint les passes de Marcial Pina, que pagà a l'Elx 11 milions de pessetes. Al club blanc-i-blau, on formà un centre del camp amb Jesús Glaría, va viure un descens a Segona i un ascens a primera divisió, jugant un total de 89 partits de lliga en els quals marcà 3 gols. Fou un cop seleccionat amb Catalunya el 1971. Al cap de tres temporades fou fitxat pel València CF, club que pagà 5 milions de pessetes a més del jugador Poli.
Al club del Túria formà parella amb Josep Claramunt, on començà amb gran força, arribant a ser internacional amb la selecció espanyola l'any 1972 davant Hongria. El seu rendiment començà a baixar fins que el 1975, ja amortitzat, marxà a l'Albacete Balompié, on es retirà del futbol professional, acabant al futbol modest valencià. Més tard passà a formar part del cos tècnic de l'Elx CF, arribant a ser entrenador del primer equip en diverses ocasions.